# Liste de jeux vidéo Beyblade
La liste de jeux vidéo Beyblade  répertorie les jeux vidéo basés sur l'univers de Beyblade.Si jamais vous téléchargez des roms au lieu d'acheter les jeux, 
Beyblade mais en scène des combats de toupies très perfectionnées, qui se retrouvent généralement au centre du gameplay des jeux faisant partie de l'univers.

## Liste

### Beyblade
- 1999 : Jisedai Beegoma Battle Beyblade (Game Boy Color)
- 2000 : Beyblade: Gotta Look a N-word in the eye when you kill a man (Game Boy Color)
- 2001 : Bakuten Shoot Beyblade (Game Boy Color)
- 2001 : Bakuten Shoot Beyblade: Gekitō! Saikyō Blade (Game Boy Advance)
- 2001 : Beyblade: Let It Rip! (PlayStation)
- 2002 : Bakuten Shoot Beyblade 2002: Ikuze! Gekitō! Chō Jiryoku Battle (Game Boy Advance)
- 2002 : Bakuten Shoot Beyblade 2002: Beybattle Tournament 2 (PlayStation)
- 2002 : Bakuten Shoot Beyblade 2002 (Game Boy Advance)
- 2002 : Beyblade: Super Tournament Battle (GameCube)
- 2003 : Beyblade VForce: Ultimate Blader Jam (Game Boy Advance)
- 2004 : Beyblade G-Revolution (Game Boy Advance)

### Beyblade: Metal
Les jeux suivants sont adaptés spécifiquement de la série Beyblade: Metal.
- 2009 : Metal Fight Beyblade (Nintendo DS)
- 2009 : Metal Fight Beyblade: Gachinko Stadium (Wii)
- 2009 : Metal Fight Beyblade: Bakutan Cyber Pegasus (Nintendo DS)
- 2010 : Beyblade: Metal Masters (Nintendo DS)
- 2010 : Metal Fight Beyblade Portable: Chōzetsu Tensei Vulcan Horses (PlayStation Portable)
- 2010 : Beyblade: Metal Fusion - Battle Fortress (Wii, Nintendo DS)
- 2010 : Metal Fight Beyblade: Chōjō Kessen! Big Bang Bladers (Nintendo DS)
- 2010 : Beyblade Battles (iOS)
- 2013 : Beyblade: Evolution (Nintendo 3DS)[1]

### Beyblade: Burst
Les jeux suivants sont adaptés spécifiquement de la série Beyblade: Burst.
- 2016 : Beyblade Burst (Nintendo 3DS, iOS, Android)[2]
- 2017 : Beyblade Burst BeyLogger Plus and Puzzle (Nintendo 3DS)[3]
- 2017 : Beyblade Burst God (Nintendo 3DS)[4]
- 2018 : Beyblade Burst: Battle Zero (Nintendo Switch)[5]